# PewDiePie
PewDiePie, vlastním jménem Felix Arvid Ulf Kjellberg (výslovnost [felɪks aɾvɪd ɵlf ɕɛl bæɾj, tʃɛlbərɡ], nebo [dʒɛlbərɡ]; * 24. října 1989 Göteborg) je švédský moderátor videoher a memů na internetovém serveru YouTube. Jeho YouTube kanál byl v lednu 2022 čtvrtým nejodebíranějším kanálem serveru YouTube (za T-Series, Cocomelon a SET India) a zároveň byl nejodebíranější osobou serveru YouTube. V lednu 2022 měl 111 milionů odběratelů a 28 miliard zhlédnutí všech svých příspěvků. Nejodebíranějším kanálem ve stejném období byl T-Series, který měl 205 milionů odběratelů a 178,2 miliard zhlédnutí. Dne 25. srpna 2019 překročil hranici 100 milionů odběratelů.

## Dětství
Narodil se a vyrůstal v Göteborgu. Jeho rodiče jsou Lotta Kristine Johanna (* 7. května 1958) a Ulf Christian Kjellberg (* 8. ledna 1957). Má sestru Fanny. V roce 2008 absolvoval gymnázium Göteborgs Högre Samskola. Poté pokračoval ve vysokoškolském vzdělání v oboru Ekonomika průmyslu a řízení technologií na Chalmerské technologické univerzitě, ale v roce 2011 univerzitu opustil a začal se věnovat natáčení videí na YouTube. V začátcích své kariéry si přivydělával jako prodavač párků s rohlíkem.

## YouTube
Kanál na portále YouTube si založil v dubnu 2010. Jeho nejstarší veřejně dostupné video je „Minecraft Multiplayer Fun“. Na popularitě začal získávat v roce 2012, kdy dosáhl 1 milionu odběratelů. Ještě v září téhož roku měl již 2 miliony odběratelů. V on-line soutěži se ucházel o titul Krále webu, kterou nezískal, ale stal se Králem webu hráčů. V dalším ročníku soutěže titul získal a peněžní výhru daroval Světovému fondu na ochranu přírody. V dubnu 2013 měl jeho kanál 6 milionů odběratelů. Ve stejném období získal cenu za nejoblíbenější sociální show. V červnu 2013 měl již 8 milionů odběratelů. V dalších letech odběratelů přibývalo a tak v únoru 2017 jich bylo 53 milionů.
Od roku 2012 spolupracoval s firmou Maker Studios, spadající pod značku The Walt Disney Company, která mu pomáhala s tvorbou videí a dojednávala další kontrakty. Také portál YouTube na základě smlouvy zařazoval jeho videa do prémiového kanálu YouTube Red. V únoru 2017 však o obě lukrativní smlouvy přišel, když zveřejnil videa, jež byla satirou na současné dění ve světě a která deník The Wall Street Journal označil za antisemitská. Filmový časopis Variety tuto situaci označil za milník v pojetí youtuberů jako součásti středního proudu, neboť PewDiePie se stal natolik významným, že společnostem Disney a Google záleží na tom, jaký videoobsah na internetu sdílí.
Mezi jeho tvorbou v roce 2020 jsou pořady Meme review, You Laugh You Lose, Pew News, LWIAY, Cringe Thuesday a další herní i jiná videa. Jeden z dílů Meme Review si odmoderoval i Elon Musk spolu s Justinem Roilandem. Jedno z jeho videí se objevilo v seriálu Městečko South Park.
Ve svém příspěvku T-Series DISS TRACK známém jako Bitch Lasagna vystupuje proti korporaci T-Series, která se v dubnu 2019 stala nejsledovanějším kanálem. Společnost SocialBlade podle statistik uvedla, že si první pozici udrží do konce listopadu 2018, kdy bude společností T-Series překonán. To se stalo až 22. února 2019 na dobu přibližně 8 minut, kdy server YouTube prováděl kontrolu nových zhlédnutí a odběratelů. Podporu proti T-Series mu vyjádřila celá řada youtuberů (např. MrBeast, Markiplier, Logan Paul). O pozici nejodebíranějšího kanálu přišel 28. března 2019, kdy ho T-Series překonala na dobu 24 hodin a tím získala místo nejodebíranějšího kanálu. PewDiePie jako reakci na jeho překonání nahrál skladbu s názvem Congratulations v kolaboraci s RoomieOfficial a Boyinaband, kde gratuluje společnosti T-Series k dosažení prvenství. Dne 1. dubna 2019 se opět vrátil na pozici nejodebíranějšího kanálu. Dne 11. dubna 2019 byly obě skladby znepřístupněny pro uživatele z Indie po soudních nařízeních ze strany T-Series a vrchního soudu v Dillí. Po řadě negativních reakci na jeho jméno a mem Subscribe to PewDiePie (česky Odebírejte kanál PewDiePie) ukončil všechny akce proti společnosti T-Series. V květnu 2020 kanál T-Series měl o 36 miliónů odběratelů více. V listopadu 2023, po třech letech, se náskok kanálu T-Series skoro zčtyřnásobil. Kanál T-Series měl o 140 miliónů odběratelů více, tedy 252 miliónů odběratelů.
V letech 2013–2022 byl nejodebíranější osobou na platformě YouTube. V listopadu 2022 jej v počtu odběratelů předstihnul americký youtuber MrBeast.

## Osobní život
Ze Švédska se rozhodl přestěhovat se svojí přítelkyní Marziou Bisognin (na YouTube známá jako CutiePieMarzia) do Itálie. Později se, kvůli lepšímu připojení k internetu, přestěhoval do Anglie. Dne 27. dubna 2018 se s Marziou Bisognin zasnoubil a 19. srpna 2019 se s ní oženil. Novomanželé svou svatbu oznámili den poté na svých sociálních sítích. Dne 5. února 2023 ve svém videu na YouTube oznámil, že čeká dítě. Dne 12. července 2023 oznámil na svém instagramovém účtu, že se jim narodilo první dítě jménem Björn.
Podílí se na charitativní činnosti pro World Wildlife Foundation, St. Jude Children's Research Hospital a Charity Water, kde jeho fanoušci mohli darovat peníze u příležitosti dosažení 10 milionů odběratelů jeho kanálu. Při dosažení 26 milionů odběratelů začal přispívat také do Save the Children. V kontextu s virtuálním bojem proti společnosti T-series, která pochází z Indie, vybíral peníze pro nadaci CRY, jež pomáhá indickým dětem. Cílem bylo vybrat 150 000 liber, ale nakonec se vybralo 246 000 liber.
Je známý svým zájmem o Japonsko a japonskou moderní kulturu, v roce 2019 si v Japonsku koupil dům.

## Zajímavosti
- Na podzim 2019 moderátor Marek Eben v pořadu StarDance …když hvězdy tančí chybně přeložil přezdívku PewDiePie jako složeninu slov pew (kostelní lavice), die (zemřít) a pie (dort), tedy doslova podle Ebena chcíplý dort v kostelní lavici. Za tento špatný překlad v rámci bonmotu čelil Eben negativní reakci především ze strany filmového kritika Kamila Fily, jenž Ebena zmiňoval v glose na svém webu.[25]